# Сукма (деревня)
 Сукма  — деревня в Мари-Турекском районе Республики Марий Эл. Входит в состав Хлебниковского сельского поселения.

## География
Находится в восточной части республики Марий Эл на расстоянии приблизительно 19 км по прямой на юго-восток от районного центра посёлка Мари-Турек.

## История
Основана в 1825 году крестьянами-староверами Нолинского уезда Вятской губернии. В 1834 году в деревне было 9 дворов, проживало 77 человек. В 1859 году числилось 16 дворов, 129 жителей, в 1877 году 32 двора, в 1905 году — 49 дворов, проживали 373 человека, в 1923 году числилось 395 жителей. В 1943 году здесь числилось 155 человек, в 1959 году 246 человек, в 1970 году — 207 человек, в 1979 году — 67 человек. В деревню стали подселяться татары и удмурты. Коренного русского населения осталось мало. На 1 января 2000 года в деревне было 70 дворов. В советское время работали колхозы «Ударник», «Камчатка» и совхоз имени Кирова.

## Население
Население составляло 234 человека (русские 38 %, татары 30 %, удмурты 28 %) в 2002 году, 226 в 2010.